# Guayzimi
Guayzimi è una parrocchia urbana dell'Ecuador, capoluogo del cantone di Nangaritza, nella provincia di Zamora Chinchipe.